# Grainger Valley
Das Grainger Valley ist ein 22 km langes und 2 km breites Tal in den Prince Charles Mountains des ostantarktischen Mac-Robertson-Lands. Im östlichen Teil der Aramis Range trennt es das Manning- vom McLeod-Massiv.
Luftaufnahmen entstanden 1956 im Rahmen der Australian National Antarctic Research Expeditions (ANARE). Erstmals begangen wurde es zwischen im Februar 1969 durch ein ANARE-Vermessungsteam. Das Antarctic Names Committee of Australia benannte das Tal nach dem Geologen David J. Grainger, der 1970 an der Erkundung der Prince Charles Mountains teilgenommen hatte.